# Lichtenau (Fluss)
Die Lichtenau ist ein 20,7 km langer linker Zufluss der Schwarza im Landkreis Schmalkalden-Meiningen in Thüringen.
Der Bach entspringt am Nordwesthang des Großen Beerbergs im zentralen Thüringer Wald. Als Quelle gilt die Vereinigung zweier kurzer Gräben 300 m westlich des Hauptkamms und 110 m westlich des Rennsteigs. Unter dem Namen Floßgraben fließt er zunächst, nah der Ortsgrenze zu Oberhof, in Form eines nach unten offenen Halbkreises nach Norden, Westen und Süden. Beim nördlichsten Punkt liegt der Bahnhof Oberhof. Südwestwärts erreicht das Gewässer Zella-Mehlis, die Zentralstadt an seinem Lauf. Hier münden von rechts einige der wenig bedeutende Zuflüsse.
Die Lichtenau, im Oberlauf auch Lubenbach genannt, verlässt die Stadt und gleichzeitig den eigentlichen Thüringer Wald in westliche, später südwestliche Richtung und fließt im Buntsandstein-Vorland durch die Stadtteile Benshausen und Ebertshausen. Hier heißt sie nur noch Lichtenau und mündet schließlich in Schwarza von links bzw. Osten in die von Nordosten kommenden Schwarza, die oberhalb dieses Zusammenflusses zumeist Schönau genannt wird.
Die Lichtenau gehört zu den Hauptarmen des Fächers der Hasel. In ihrem Tal die Bundesstraße 62(früher  B280)von Zella-Mehlis nach Benshausen, die Bahnstrecken (von Erfurt nach Schweinfurt und Zella-Mehlis–Wernshausen) benutzen nur den oberen Teil des Tals von etwa 2 km nach der Quelle bis zum Benshauser Grund.